# I.G.Y. (What a Beautiful World)
I.G.Y. (What a Beautiful World) è un singolo del cantautore statunitense Donald Fagen, pubblicato nel settembre 1982 come primo estratto dal suo primo album in studio The Nightfly.
Il brano raggiunse la top 30 delle classifiche statunitensi Hot 100, Mainstream Rock, R&B Singles e Adult Contemporary di Billboard. Fu inoltre nominato per il Grammy Award alla canzone dell'anno nel 1983, perdendo contro Always on My Mind di Willie Nelson.

## Descrizione
"I.G.Y." è l'acronimo di International Geophysical Year, ossia anno geofisico internazionale. Esso fu indetto dal luglio 1957 al dicembre 1958 per coordinare su scala mondiale un insieme di ricerche volte ad una maggiore conoscenza delle proprietà fisiche della Terra e delle interazioni tra il Sole e il nostro pianeta.
Il testo di Fagen commenta sarcasticamente la visione ottimistica del futuro diffusa tra la fine degli anni '70 e l'inizio degli anni '80, menzionando concetti futuristici come le città ad energia solare, un tunnel transatlantico, stazioni spaziali permanenti, giacche in elastam e macchine programmate da "ingegneri compassionevoli". La canzone presenta una critica umoristica sull'ingenuità dell'ottimismo postbellico negli Stati Uniti e nel mondo occidentale.
Il "76" a cui si riferisce la canzone ("Well by seventy-six we'll be A.O.K.", traducibile con "Beh, entro il '76 saremo veramente a posto") è il 1976, anno del bicentenario della fondazione degli Stati Uniti d'America.

## Formazione
- Donald Fagen – voce, synth, synth-armonica
- Greg Phillinganes – piano elettrico
- Rob Mounsey – synth, corno
- Anthony Jackson – basso
- Hugh McCracken – chitarra
- James Gadson – batteria
- Jeff Porcaro – batteria
- Roger Nichols – batteria/drum machine
- Starz Vanderlocket – percussioni
- Randy Brecker – tromba
- Dave Tofani – sassofono contralto
- Michael Brecker – sassofono tenore
- Ronnie Cuber – sassofono baritono
- Dave Bargeron – trombone
- Valerie Simpson, Zack Sanders, Frank Floyd, Gordon Grody – voci di supporto

## Cover
Di I.G.Y. è stata realizzata una cover da parte del musicista gallese Howard Jones nella sua raccolta del 1993 The Best of Howard Jones. Altre versioni sono state cantate dal gruppo gospel a cappella Take 6 nel 2002 e dall'australiana Marcia Hines nel 2004.